# Michel Camélat
Miquèu de Camelat (de su nombre francés Michel Camélat) (1871, Arrens - 1962, Tarbes) es un comerciante, dramaturgo, poeta y escritor francés en lengua occitana (en dialecto gascón).

## Su vida
Miquèu de Camelat nace el 26 de enero de 1871 en Arrens, en el departamento de Altos Pirineos, hijo único de un zapatero. Al acabar la educación secundaria en el pequeño seminario de Saint-Pé-de-Bigorre, desecha la idea de ordenarse sacerdote y vuelve a casa en 1887, donde se dedica en cuerpo y alma al gascón y a su literatura. Es entonces cuando conoce la obra del Félibrige. 
En 1890 resulta galardonado con un primer premio de poesía en la Felibrejada de Tarbes y conoce a Simin Palay, con quien edita en 1893 el Armanac Gascoun. Decide entonces abandonar el gascón lavedanais de su pueblo y comenzar a cultivar el bearnés, lo cual le permitirá ser leído en toda Gascuña. En 1896, participa en la fundación de la Escolo Gastou Febus, regida por el Félibrige gascón, y también en su revista Reclams de Bearn e Gascounhe en 1897. 
En ese mismo año se casa con Catherine Augé y se instala definitivamente en Arrens, donde ejercerá de alcalde desde 1900 durante cuatro años. La pareja tendrá cuatro hijos, dos de los cuales morirán a una edad temprana. Desde 1910 hasta 1914 dirige la publicación bimensual popular gascona La Bouts de la Terre, con una línea más autonomista que Reclams... Después de haber sido llamado a filas durante la Primera Guerra Mundial, entabla amistad con el poeta André Pic. Muere el 19 de noviembre de 1962, a los 91 años, en casa de su hija, en Tarbes

## Su obra
Muy influido por Frédéric Mistral, Camelat escribió tres epopeyas y dramas en versos gascones: Beline, en 1899, Mourte e Bibe, en 1920 y Lole en 1939. Atraído por el teatro, es también autor de divertissements como Griset nouste (1911), Roubi lou sounadou y A l'aygue douce nou-b hidet, y de la tragedia Gastou-Febus (1914. Es también autor de poemas y relatos breves reunidos en L'espigue aus dits en 1934 y Bite-bitante en 1937. Figura asimismo en antologías dedicadas a la literatura gascona como Garbe de pouesies (1928).